# نيلسون إتش. إبربور
نيلسون إتش. إبربور (بالإنجليزية: Nelson H. Barbour)‏ (و. 1824 – 1905 م) هو قسيس أمريكي، ولد في نيويورك، توفي عن عمر يناهز 81 عاماً.